# Хоэнцоллернплац (станция метро, Берлин)
«Хоэнцоллернплац» (нем. Hohenzollernplatz) — станция Берлинского метрополитена. Расположена на линии U3, между станциями «Шпихернштрассе» (нем. Spichernstrasse) и «Фербеллинер Плац» (нем. Fehrbelliner Platz). Станция расположена на пересечении проспекта Хоэнцоллерндамм (нем. Hohenzollerndamm) и Хольштайнише-штрассе.

## История
Станция открыта 12 октября 1913 года в составе участка «Хоэнцоллернплац» — «Тильплац» и расположена в районе Берлина Шарлоттенбург-Вильмерсдорф, который ранее был пригородом. Как и проспект, названа в честь известного дворянского рода Гогенцоллернов, который правил в Германии до 1918 года. Строительство линии U3 на юг началось с закладки этой станции 5 октября 1909 года.

## Архитектура и оформление
«Хоэнцоллернплац» — двухпролётная колонная станция мелкого заложения (глубина — не более 5 метров). Сооружена по проекту архитектора Вильгельма Лайтгебеля. На станции один ряд серых гранитных колонн прямоугольного сечения. Путевые стены облицованы жёлтым кафелем, украшены майоликой. Нижняя часть путевых стен облицована тёмно-коричневым кафелем. В нижней части северной путевой стены находится гранитная плита с надписью «Grundstein 5. Oktober 1909» («Фундамент 5 октября 1909»). На потолке находятся мозаичные панно, в середине которых расположены светильники. При входе на станцию расположена металлическая решётка, украшенная коваными дубовыми листьями и мечами.